# 1979 في بيرو
فيما يلي قوائم الأحداث التي وقعت خلال عام 1979 في بيرو.

## رياضة
- 1 يناير – كوبا بيرو 1979 الفائز Asociación Deportiva Tarma [الإنجليزية]‏.

## مواليد

### فبراير
- 14 فبراير – بييرو ألفا لاعب كرة قدم بيروفي.

### مارس
- 14 مارس – أنطونيو سيرانو لاعب كرة قدم بيروفي.

### أبريل
- 26 أبريل – راؤول باتشيكو

### يونيو
- 13 يونيو – إيرنيستو أراكاكي

### يوليو
- 13 يوليو – رودولفو ريك لاعب كرة مضرب بيروفي.

### أغسطس
- 31 أغسطس – سيزار ريتر ممثل بيروفي.

### سبتمبر
- 26 سبتمبر – ماركو رويز لاعب كرة قدم بيروفي.

### أكتوبر
- 5 أكتوبر – مارينا مورا

### نوفمبر
- 30 نوفمبر – خورخي أراوغو لاعب كرة قدم بيروفي.

### ديسمبر
- 1 ديسمبر – فانيسا جيري ممثلة بيروفية.
- 1 ديسمبر – يوهان جاليكويو لاعب كرة قدم بيروفي.

## وفيات

### فبراير
- 16 فبراير – بيدرو بلتران (مواليد 1897)